# 依諾增爵五世
諾森五世（拉丁語：Beatus Innocentius PP. V；約1225年—1276年6月22日）是於薩伏依出生的教宗，原名塔朗泰斯的伯多祿（Pierre de Tarentaise）。他於1276年1月21日當選教宗，同年2月22日即位至1276年6月22日為止。

## 譯名列表
- 五世：天主教香港教區禮儀委員會：禧年專頁 （页面存档备份，存于）作。
- 因特五世：《世界人名翻譯大辭典》1993年版作因諾森特。
- 英五世：《大英簡明百科知識庫》2005年版作英諾森[永久]。
- 五世：香港天主教教區檔案　歷任教宗作諾森。
- 五世：天主教天津教区作。